# Кузема (селище)
Кузема (рос. Кузема, карел. Kuuzimua) — селище в Кемському районі Республіки Карелія. Адміністративний центр Куземського сільського поселення.

## Загальні відомості
Селище розташоване за 97 км по автодорозі від м. Кем, на південь від гирла річок Кузема та Березівка.

## Населення
| 2009 | 2010 | 2013 |
| ---- | ---- | ---- |
| 477  | ↘341 | ↘325 |